# Griekse parlementsverkiezingen 1993
De verkiezingen in Griekenland in 1993 voor de enige Kamer van het parlement werd gewonnen door PASOK van oud-premier Andreas Papandreou. Hij versloeg de regeringspartij Nea Dimokratia van zittend premier Constantine Mitsotakis.

## Verkiezingen
In Griekenland kent men legislatieve verkiezingen waarbij 300 zetels te verdelen zijn, zij vinden om de 4 jaar plaats en kennen een kiesdrempel van 3%. Deze kiesdrempel werd bij deze verkiezingen voor het eerst ingevoerd. Zij was vooral bedoeld om de moslimminderheid in Noordoost-Griekenland uit het parlement te houden. De partij met de meeste stemmen krijgt 40 zetels extra. De andere 260 zetels worden evenredig verdeeld op basis van het stemmenaantal, met inachtneming van de kiesdrempel. Alle ongeldige, blanco stemmen en die van partijen die het niet gehaald hebben, gaan automatisch naar de grootste partij. 

## Campagne en uitslag
Premier Mitsotakis moest nieuwe verkiezingen uitschrijven nadat hij de steun in het parlement had verloren. Hij kon al slechts rekenen op steun van 151 van de 300 leden, maar 4 leden van zijn partij Neo Dimokratia wilden niet meer namens de partij uitkomen. Mitsotakis werd verweten slap op te treden tegen de pogingen van de internationale gemeenschap om de Joegoslavische republiek Macedonië te erkennen. Bovendien bestond er grote weerstand tegen zijn economische hervormingen, waarin straffe bezuinigingen centraal stonden.
De campagne ging gepaard met verschillende gewelddadige incidenten. Bij gevechten tussen aanhangers van ND en PASOK in de Noord-Griekse stad Thessaloniki raakten 19 mensen gewond. Na een rede die gehouden werd door Mitsotakis trok een grote groep aanhangers van zijn partij naar het hoofdkwartier PASOK, dat bij de inval volledig werd verwoest. In Athene moest Antonis Samaras, de leider van de partij Politieke Lente, in een ziekenhuis worden opgenomen. Hij leed aan toevallen sinds hij bij een verkiezingsbijeenkomst werd bekogeld met munten, schroeven, eieren en tomaten die hem aan het hoofd troffen.
De verkiezingen werden met een ruim verschil gewonnen door PASOK. Papandreou maakte daarbij een glorieuze comeback. Eerder was hij in opspraak geraakt vanwege verschillende aanklachten, en omdat hij zijn vrouw Margaret Papandreou, met wie hij veertig jaar getrouwd was, had laten vallen voor de veel jongere Dimitra Liani. 
De tweede overwinnaar bij de verkiezingen was Samaras, de voormalige minister van Buitenlandse Zaken, die een jaar eerder uit Nea Demokratia was gestapt. In april 1993 richtte hij de nieuwe partij Politieke Lente op. Zijn partij, waarvan de kansen uiterst gering waren ingeschat, kreeg  toch nog 4,9 procent van de stemmen, goed voor 10 zetels.
| Partij                                       | 1993  | 1993   | 1990  | 1990   | verschil | verschil | Europese Partij    |
| Partij                                       | perc. | zetels | perc. | zetels | perc.    | zetels   | Europees Parlement |
| -------------------------------------------- | ----- | ------ | ----- | ------ | -------- | -------- | ------------------ |
| Pan-Helleens Socialistische Beweging (PASOK) | 46.9  | 170    | 38.6  | 123    | +8.3     | +47      | PES                |
| Nieuwe Democratie (ND)                       | 39.3  | 111    | 46.9  | 150    | -7.6     | -39      | EPP                |
| Politieke Lente                              | 4.9   | 10     | 0.0   | 0      | +4.9     | +10      |                    |
| Communistische Partij der Hellenen (KKE)     | 4.5   | 9      | 0.0   | 0      | +4.5     | +9       | EL                 |
| Coalitie van Groen-Linkse bewegingen (SYN)   | 2.9   | 0      | 10.3  | 19     | -7.4     | -19      | EL                 |
| Overige                                      | 1.4   | 0      | 4.2   | 8      | -2.8     | -8       | Geen               |
| Totaal                                       | 100.0 | 300    | 100.0 | 300    | +0.0     | +0       |                    |

- Opkomstpercentage: 78,2% (1993), 83,2% (1990)

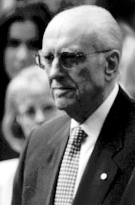
Andreas Papandreou (PASOK)
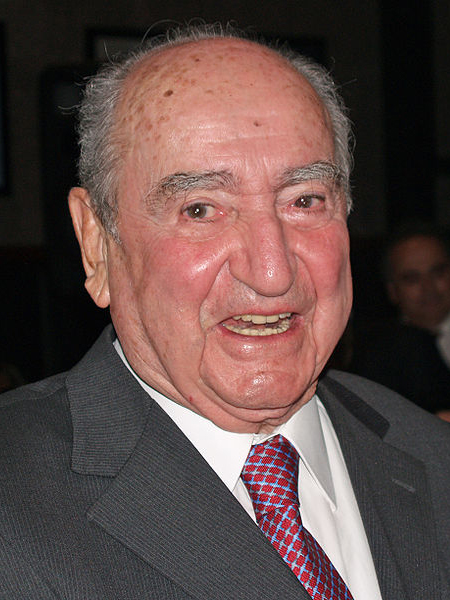
Constantine Mitsotakis (ND)

1950 · 1951 · 1952 · 1956 · 1958 · 1961 · 1963 · 1964 · 1974 · 1977 · 1981 · 1985 · 1989 (juni) · 1989 (nov.) · 1990 · 1993 · 1996 · 2000 · 2004 · 2007 · 2009 · 2012 (mei) · 2012 (juni) · 2015 (jan.) · 2015 (sep.) . 2019 · 2023 (mei) · 2023 (jun.)